# Trebbiano di Romagna frizzante
Il Trebbiano di Romagna frizzante è un vino DOC la cui produzione è consentita nelle province di Bologna, Forlì, Ravenna e Rimini.

## Caratteristiche organolettiche
- colore: paglierino più o meno intenso.
- odore: gradevole, caratteristico.
- sapore: secco, amabile o dolce.

## Produzione
Provincia, stagione, volume in ettolitri
- nessun dato disponibile